# Dešenice
Dešenice é uma comuna checa localizada na região de Plzeň, distrito de Klatovy.